# Proceraea filiformis
Proceraea filiformis är en ringmaskart som beskrevs av Hartmann-Schröder 1989. Proceraea filiformis ingår i släktet Proceraea och familjen Syllidae. Inga underarter finns listade i Catalogue of Life.